# Kursaal Bad Cannstatt

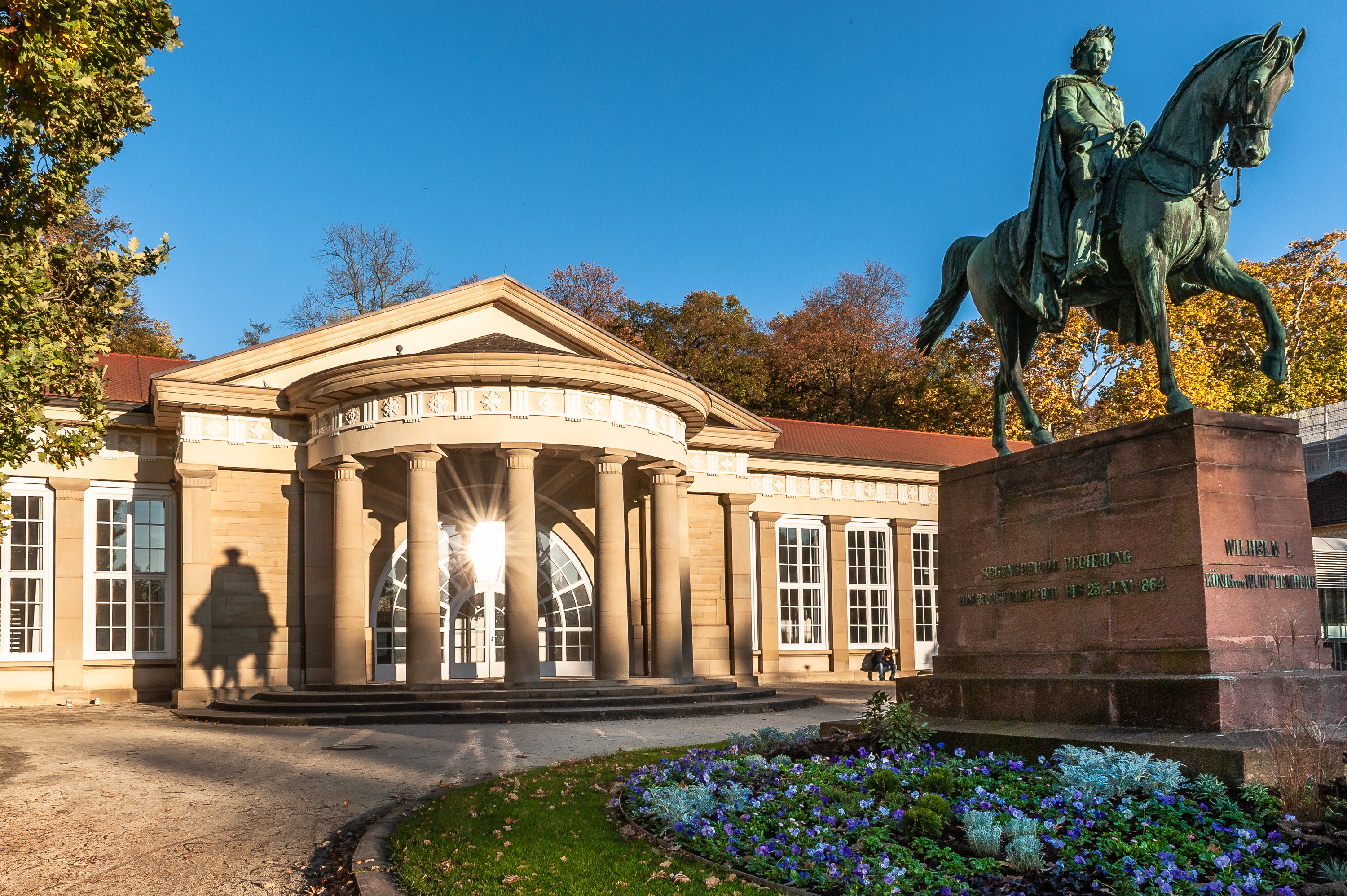
Großer Kursaal

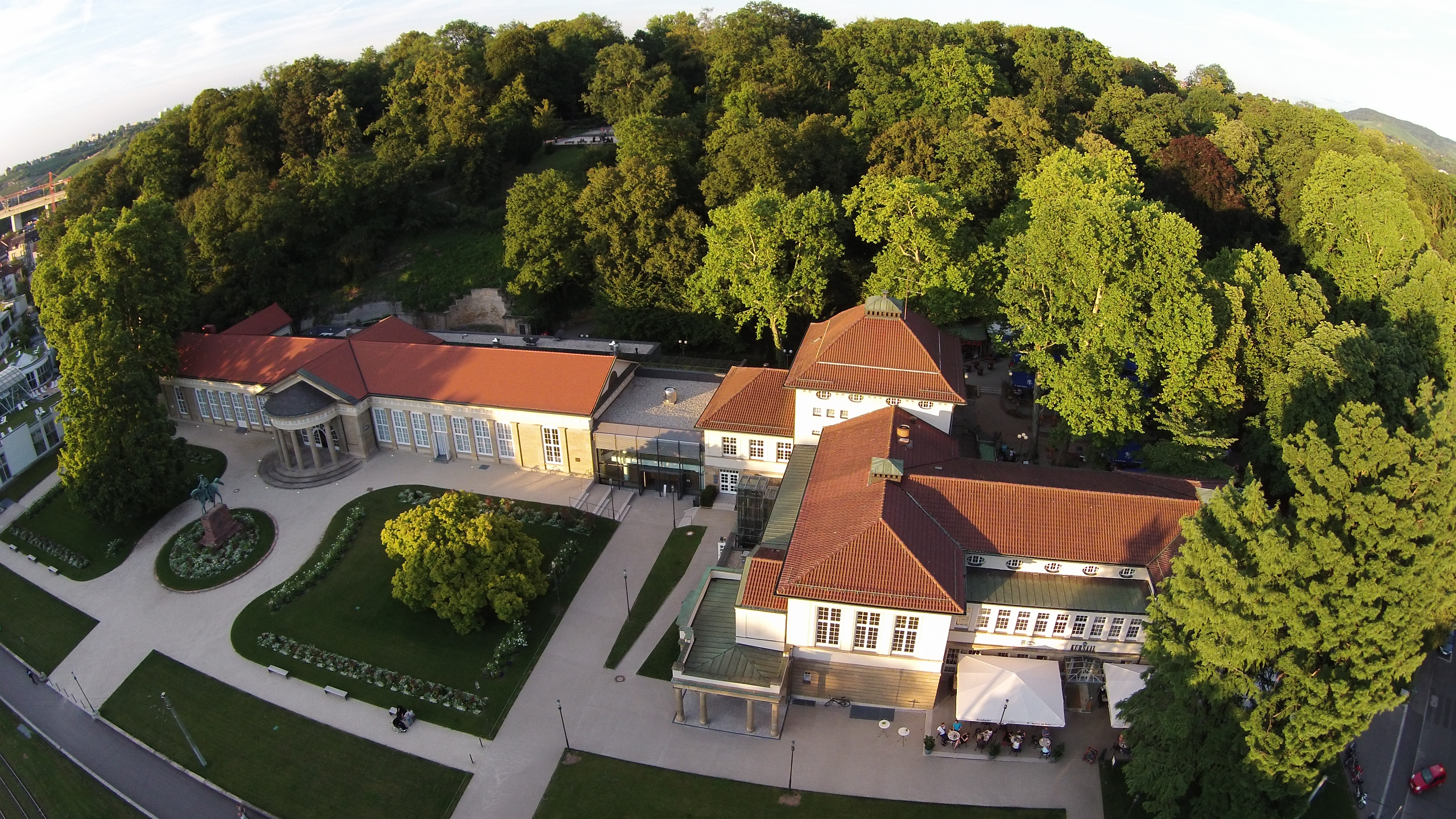
Luftaufnahme des Kursaalareals in Bad Cannstatt, im Hintergrund der Kurpark

Der Kursaal am Königsplatz 1 im Stuttgarter Stadtbezirk Bad Cannstatt ist ein ehemaliges Kurgebäude, das heute als Restaurant und Veranstaltungsort genutzt wird.

## Großer Kursaal
Der klassizistische erste Teil des Kursaals, auch „Großer Kursaal“ genannt, wurde nach Plänen von Nikolaus von Thouret errichtet. Bauherr dieser Kur- und Badeanstalt war der Brunnenverein Cannstatt; Unterstützung fand dieser beim damaligen König Wilhelm I. Die Einweihung fand 1837 statt, obwohl die Bauzeit mit 1825 bis 1841 angegeben wird. Zunächst besaß der Kursaal nur eine offene Trinkhalle. Der Bau war als Bade- und Kurhaus konzipiert und besitzt einen Brunnenhof für Trinkkuren. Ab 1858 wurden durch Ferdinand von Steinbeis „Fortschritts-Ausstellungen“ im Großen Kursaal veranstaltet. Aus diesen Ausstellungen ging die württembergische Veredelungsindustrie hervor. Während des Zweiten Weltkriegs brannte der Große Kursaal 1943 aus. 1949 wurde er wieder aufgebaut.
Vor dem Großen Kursaal befindet sich ein Reiterstandbild des Königs Wilhelm I. aus dem Jahr 1875. Es stammt von Johann Halbig. Sein ursprünglicher Standort war der Wilhelmsplatz, doch wurde es schon nach sechs Jahren vor den Großen Kursaal versetzt.

## Kleiner Kursaal
Ergänzt wurde der Große Kursaal zu Beginn des 20. Jahrhunderts durch den „Kleinen Kursaal“, der nach Plänen des Stuttgarter Architekten Albert Eitel erbaut wurde. Dieses in den Jahren 1907 bis 1909 geschaffene Jugendstilgebäude befindet sich südwestlich von Thourets Bau und war mit diesem zunächst nicht verbunden. 1976 wurde er restauriert. Der Große und der Kleine Kursaal wurden 1978 durch einen modernen Bauteil miteinander verbunden.
Im Eingangsbereich des Kleinen Kursaals befindet sich ein Porträtmedaillon, das den Wohltäter der Stadt, Ernst Ezechiel Pfeiffer, darstellt. Es wurde von Emil Kiemlen geschaffen. An der Außenwand zum Großen Kursaal hin ist eine Tafel angebracht, die an die Verkündung der Charta der Vertriebenen im Jahr 1950 erinnert. Vor dem Kleinen Kursaal steht eine Büste von Robert Stolz. Dieser war vor dem Ersten Weltkrieg zeitweise Kurkapellmeister in Cannstatt.

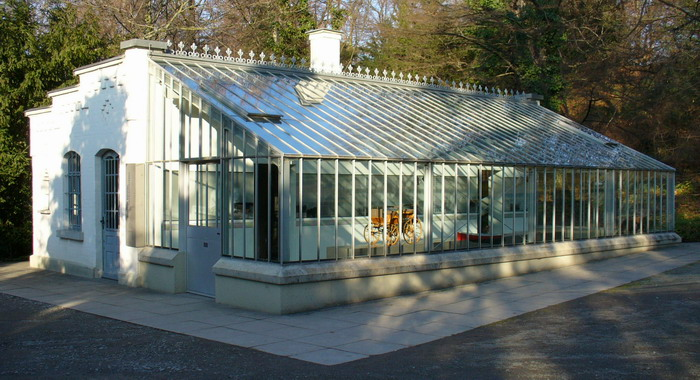
Gewächshaus Gottlieb Daimlers

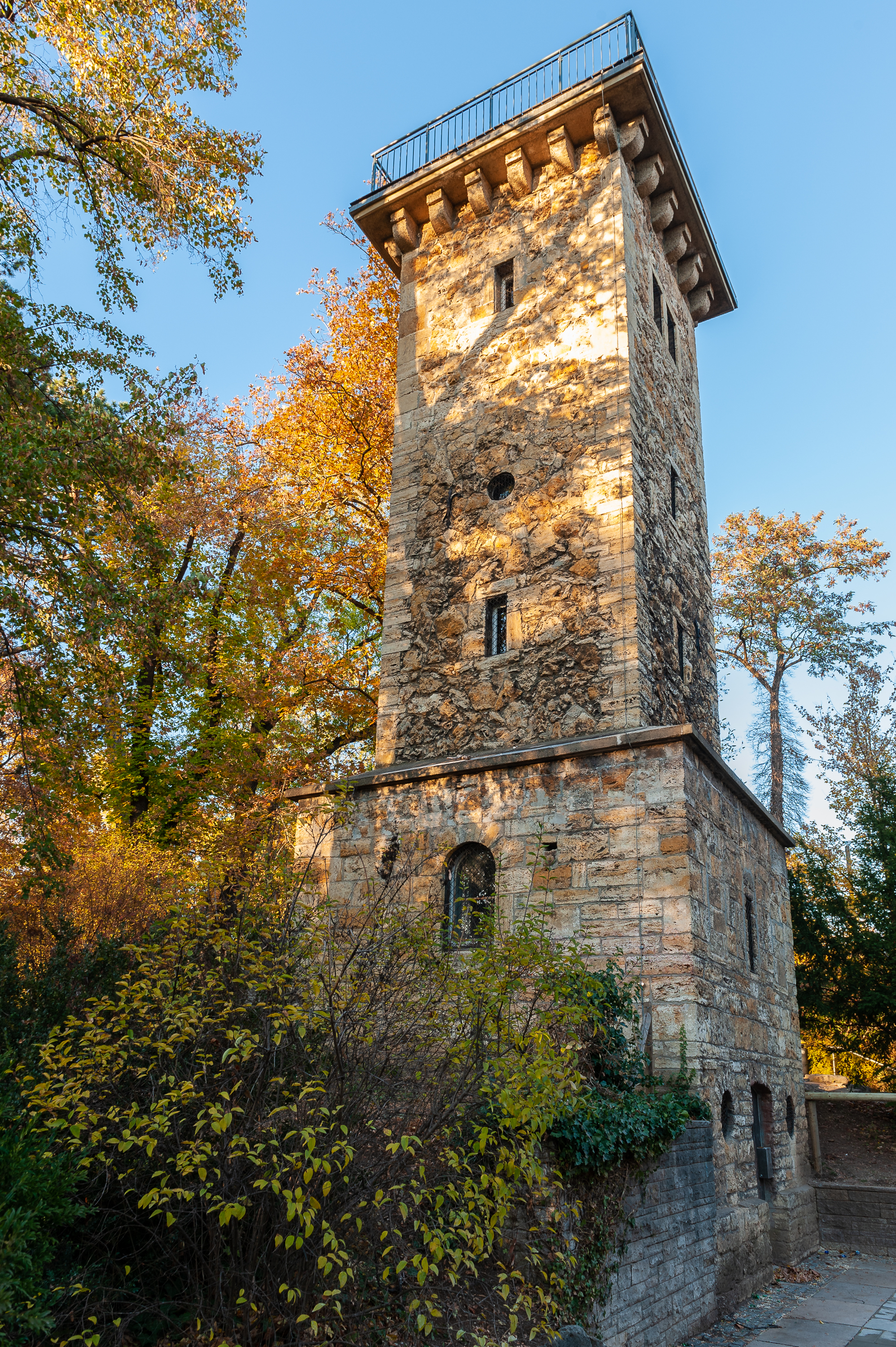
Daimlerturm

## Kurpark
Unmittelbar an den Kursaal Bad Cannstatt schließt sich der Kurpark an, der, z. T. auf steil ansteigendem Gelände gelegen, alte Baumbestände aus dem 19. Jahrhundert aufweist. Im Kurpark befindet sich die Gottlieb-Daimler-Gedächtnisstätte, ein einstiges Gewächshaus, in dem Daimler ab 1882 arbeitete. Unterhalb dieser Werkstatt steht das 1902 geschaffene erste Daimlerdenkmal von Emil Kiemlen; oberhalb steht der Daimlerturm. Dieses „Tusculum“ Daimlers wurde 1894 aus Travertin erbaut, der beim Bau der Umgehungsbahn in unmittelbarer Nähe abgebaut wurde. In den 1930er Jahren wurde der Turm aufgestockt.